# Miguel Carlos José de Noronha e Abranches
Miguel Carlos José de Noronha e Abranches (né le 6 novembre 1744 à Lisbonne et mort le 6 septembre 1803 à Lisbonne) est un cardinal portugais du XIXe siècle.

## Biographie
Miguel Carlos José de Noronha est archidiacre de la cathédrale de Lisbonne et président de la Commission royale pour l'examen et la censure des livres. Le pape Pie VII le crée cardinal lors du consistoire du 16 mai 1803.

### Source
- Fiche du cardinal sur le site de la FIU